# Lake County (Colorado)
Das Lake County ist ein County in der westlichen Mitte des US-Bundesstaates Colorado. 2000 betrug die Einwohnerzahl 7.812. Der Verwaltungssitz (County Seat) ist Leadville.

## Geographie
Lake County umfasst ein Gebiet von 994 km². Davon sind 1,83 Prozent, also 18 km², Wasser. Das Gebiet des Lake County liegt zentral in den Rocky Mountains und wird vor allem durch die hohen, bewaldeten Berghänge geprägt. Im Westen wird das Gemeindegebiet von der kontinentalen Wasserscheide des amerikanischen Kontinents durchschnitten.

## Geschichte
Lake County ist einer der 16 ursprünglichen Verwaltungsbezirken von Colorado aus dem Jahr 1861, deren Anzahl inzwischen auf 64 angewachsen ist. Ursprünglich umfasste Lake County einen großen Teil der Fläche des Westens von Colorado südlich und westlich der Grenzen des heutigen Lake County.
In den folgenden Jahrzehnten verlor Lake County langsam Gebiete, so im Süden an Saguache County (1866) und Hinsdale County  (1874), im Südwesten an La Plata County (1874) und San Juan County (1876) und im Westen an Ouray County und Gunnison County (1877).
Aufgrund der starken Verringerung seiner Größe wechselte der Verwaltungssitz von Lake County häufig innerhalb kurzer Zeit. Dabei lag er unter anderem in: Oro City (1861), Lourette (1863), Dayton (1866) und Granite (1868).
1878 wurde Lake County auf ein Gebiet, welches nur noch das heutige Gebiet sowie Chafee umfasste, reduziert. Am 8. Februar 1879 wurde Lake County in Carbonate County umbenannt. Dieser Bezirk existierte nur zwei Tage, dann wurde das Gebiet von Chafee County, im Süden von Carbonate County, abgetrennt und der verbleibende Norden wieder in Lake County umbenannt. Leadville wurde der neue Verwaltungssitz.

## Demografische Daten

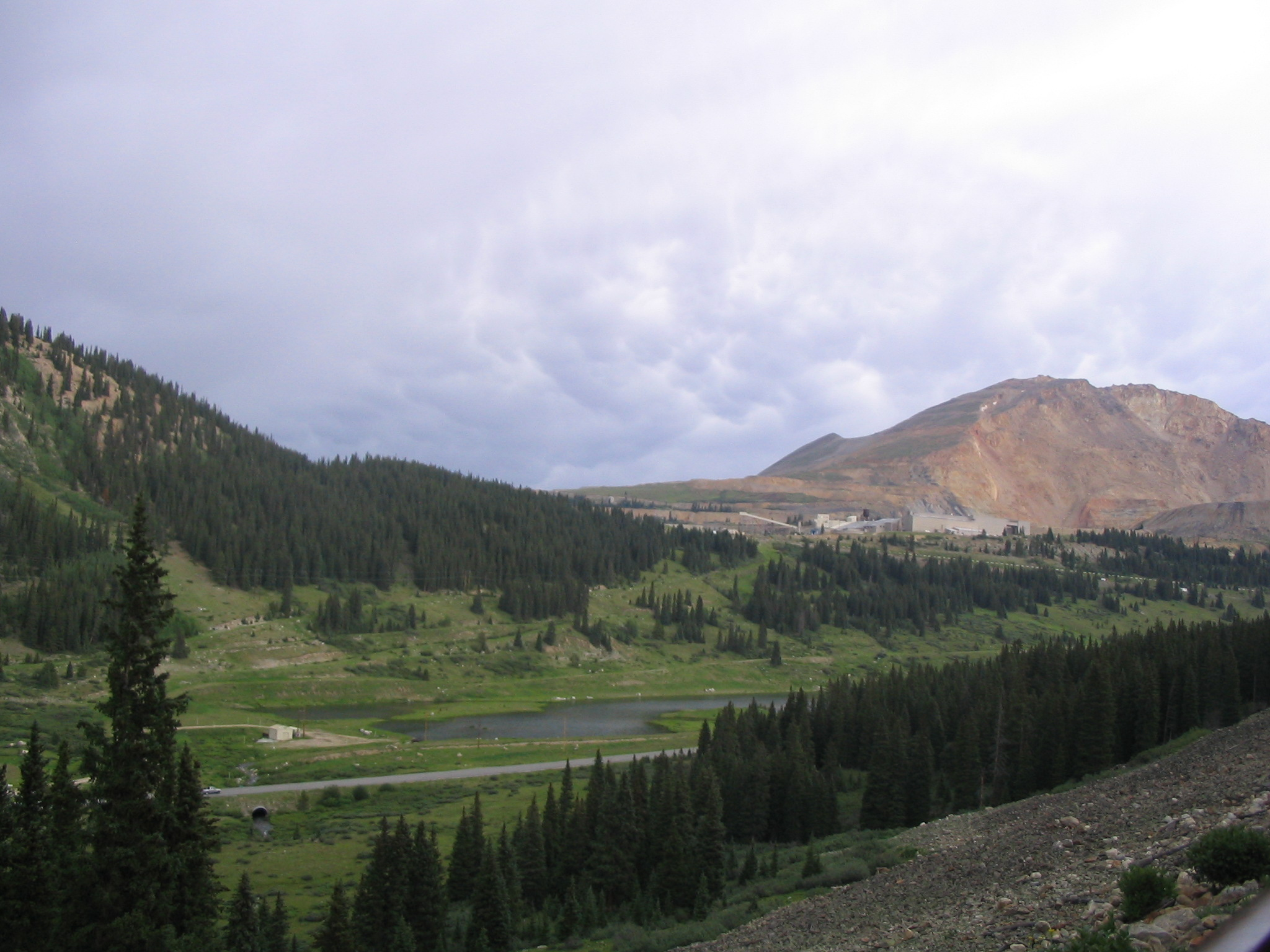
Der Fremont Pass

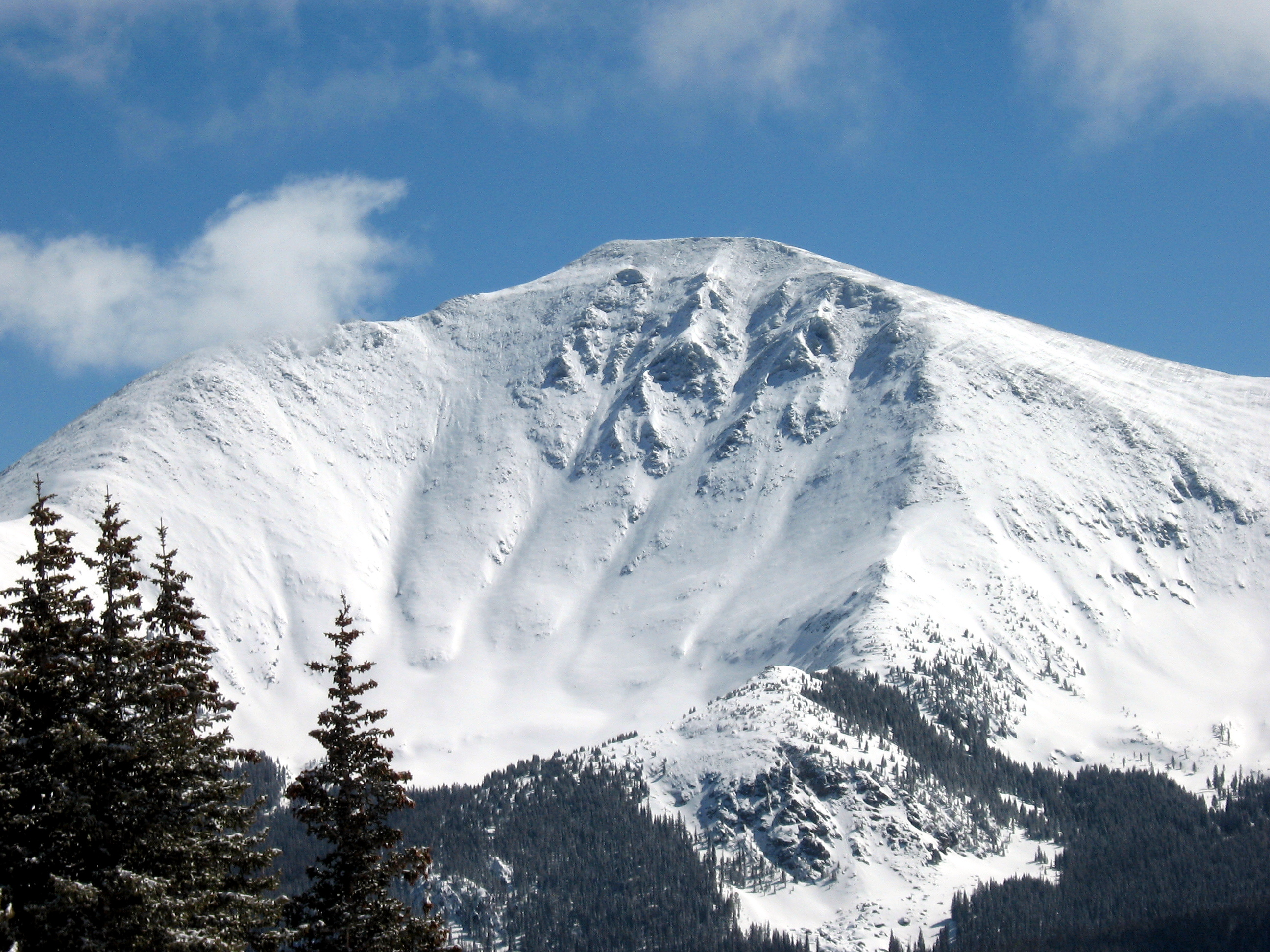
Der Parry Peak

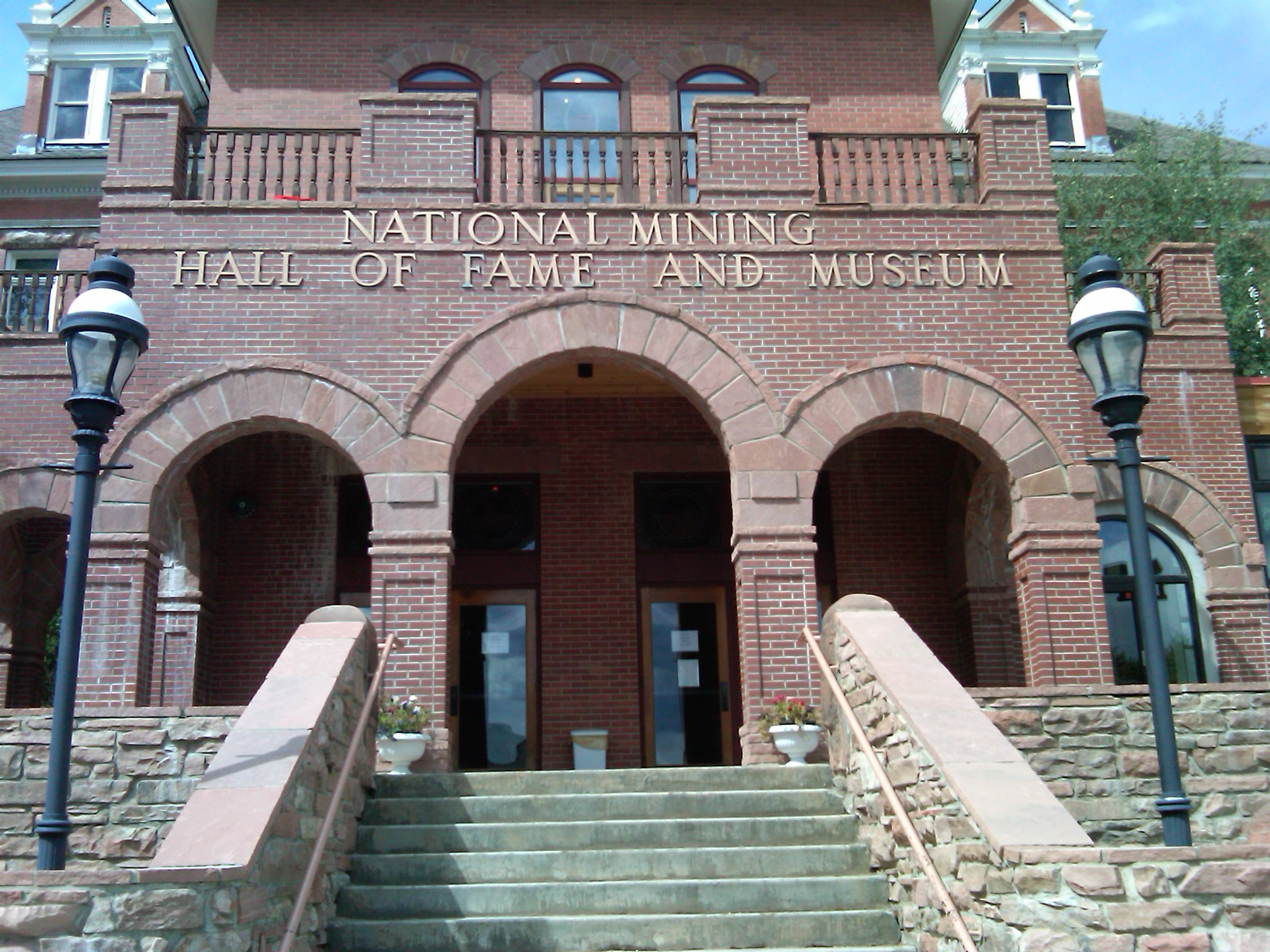
Die National Mining Hall of Fame und Museum

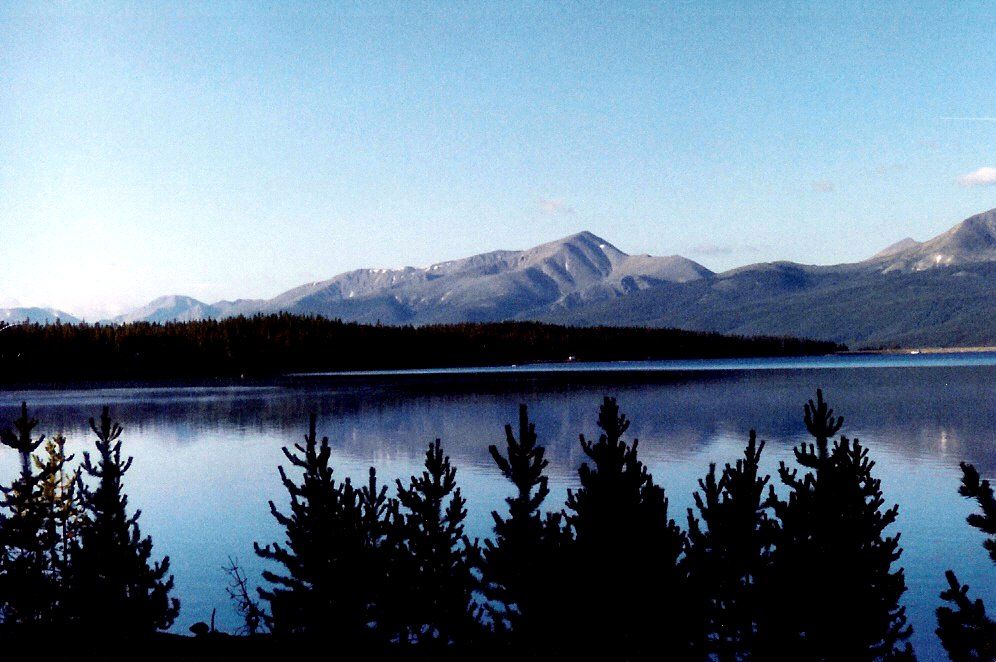
Der Turquoise Lake mit dem Mount Elbert im Hintergrund

Nach der Volkszählung im Jahr 2000 lebten im County 7812 Menschen. Es gab 2977 Haushalte und 1914 Familien. Die Bevölkerungsdichte betrug 8 Einwohner pro Quadratkilometer. Ethnisch betrachtet setzte sich die Bevölkerung zusammen aus 77,60 Prozent Weißen, 0,18 Prozent Afroamerikanern, 1,25 Prozent amerikanischen Ureinwohnern, 0,31 Prozent Asiaten, 0,05 Prozent Bewohnern aus dem pazifischen Inselraum und 17,99 Prozent aus anderen ethnischen Gruppen; 2,62 Prozent stammten von zwei oder mehr Ethnien ab. 36,14 Prozent der Gesamtbevölkerung waren spanischer oder lateinamerikanischer Abstammung.
Von den 2977 Haushalten hatten 33,9 Prozent Kinder und Jugendliche unter 18 Jahre, die bei ihnen lebten. 50,7 Prozent waren verheiratete, zusammenlebende Paare, 8,4 Prozent waren allein erziehende Mütter. 35,7 Prozent waren keine Familien. 26,3 Prozent waren Singlehaushalte und in 5,6 Prozent lebten Menschen im Alter von 65 Jahren oder darüber. Die Durchschnittshaushaltsgröße betrug 2,59 und die durchschnittliche Familiengröße lag bei 3,15 Personen.
Auf das gesamte County bezogen setzte sich die Bevölkerung zusammen aus 26,9 Prozent Einwohnern unter 18 Jahren, 12,8 Prozent zwischen 18 und 24 Jahren, 33,1 Prozent zwischen 25 und 44 Jahren, 20,6 Prozent zwischen 45 und 64 Jahren und 6,6 Prozent waren 65 Jahre alt oder darüber. Das Durchschnittsalter betrug 30 Jahre. Auf 100 weibliche Personen kamen 115,8 männliche Personen, auf 100 Frauen im Alter ab 18 Jahren kamen statistisch 116,7 Männer.
Das jährliche Durchschnittseinkommen eines Haushalts betrug 37.691 USD, das Durchschnittseinkommen der Familien betrug 41.652 USD. Männer hatten ein Durchschnittseinkommen von 30.977 USD, Frauen 24.415 USD. Das Prokopfeinkommen betrug 18.524 USD. 12,9 Prozent der Bevölkerung und 9,5 Prozent der Familien lebten unterhalb der Armutsgrenze. Darunter waren 15,6 Prozent der Bevölkerung unter 18 Jahren und 6,3 Prozent der Einwohner ab 65 Jahren.

## Sehenswürdigkeiten

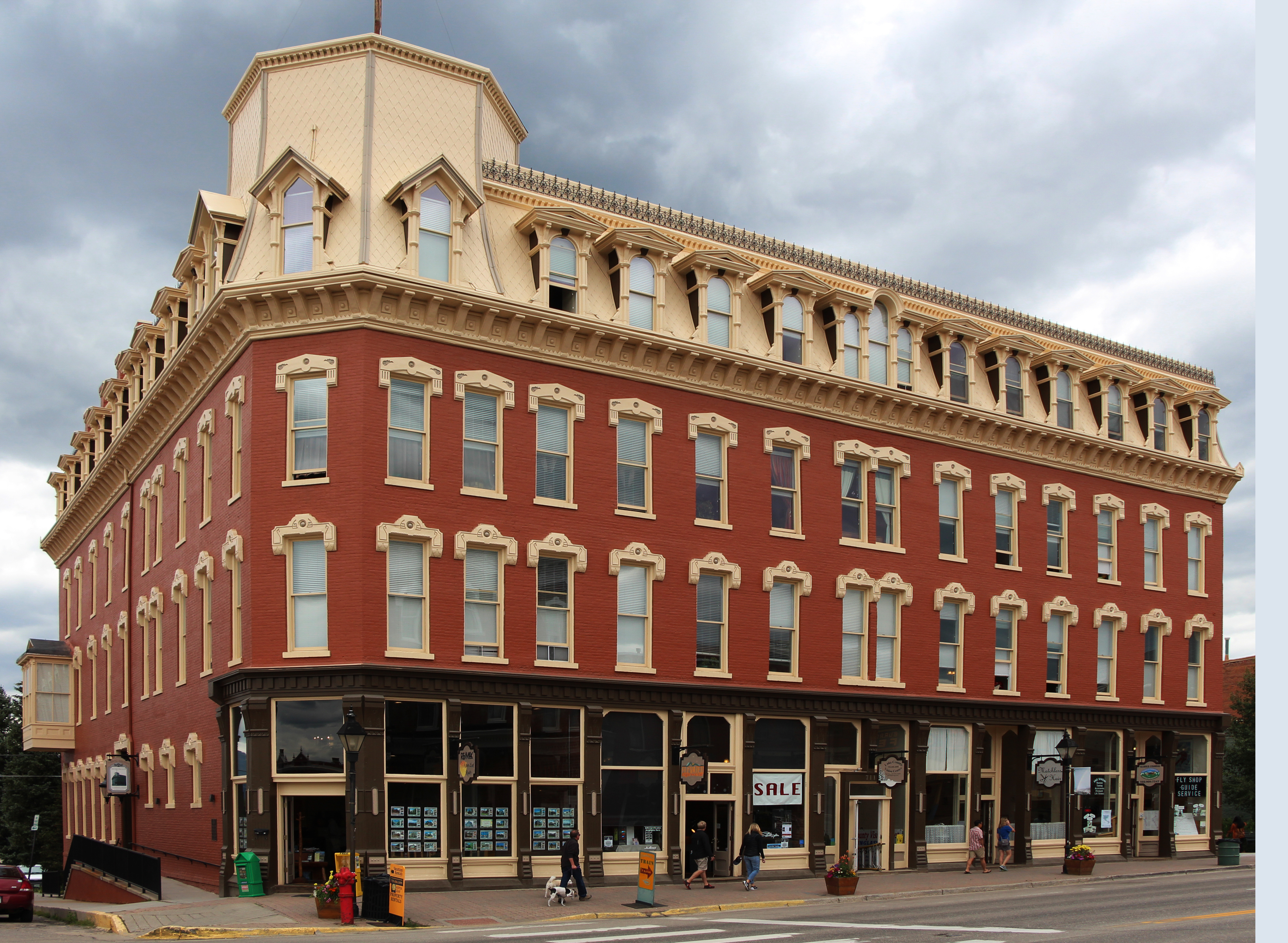
Tabor Grand Hotel im Leadville Historic District (2015). Dieser Schutzbezirk umfasst neben Teilen der Stadt auch 67 Minen östlich von Leadville. Das Areal wurde im Juli 1961 als ein National Historic Landmark anerkannt.

Neun Bauwerke, Stätten und historische Bezirke (Historic Districts) im Lake County sind im National Register of Historic Places („Nationales Verzeichnis historischer Orte“; NRHP) eingetragen (Stand 10. September 2022), wobei der Leadville Historic District den Status eines National Historic Landmarks („Nationales historisches Wahrzeichen“) hat.

## Orte im Lake County
- Balltown
- Birdseye
- Everett
- Kobe
- Leadville
- Leadville Junction
- Malta
- Mount Massive Lakes
- Resurrection Mill
- Stringtown
- Twin Lakes

## Pässe
An der Grenze zum Summit County liegt der Fremont Pass.